# 小山省二
小山 省二（こやま しょうじ、男性、1906年（明治39年）8月18日 - 1989年（平成元年）4月6日）は、東京府（現・東京都）出身の政治家、実業家。元衆議院議員（4期）。

## 経歴
現在の町田市小山町（おやままち）に生まれる。1924年（大正13年）東京府立繊染学校（現・東京都立八王子桑志高等学校）を卒業後、八王子市内において。戦後は1949年（昭和24年）から1955年（昭和30年）まで八王子織物工業協同組合の第9代理事長を務めた。1968年（昭和43年）藍綬褒章受章。
戦後より政治活動に進出し、1947年（昭和22年）に東京都議会議員選挙に八王子選挙区から立候補し当選、以後5期連続当選を重ね、1963年（昭和38年）には都議会議長に就任する。同年の第30回衆議院議員総選挙において、旧東京7区にて自由民主党から立候補し当選。以後4期連続当選を果たす。衆議院議員在職中は、第2次佐藤第2次改造内閣において労働政務次官、第3次佐藤改造内閣において自治政務次官を務めたほか、1975年（昭和50年）には衆議院地方行政委員会委員長に就任。派閥は佐藤栄作派－田中角栄派に所属。
1976年（昭和51年）の第34回衆議院議員総選挙においては、新たに分区された旧東京11区より立候補するも落選。政界から引退する。1977年（昭和52年）勲二等旭日重光章受章。
1989年4月6日、脳溢血のため、死去した。82歳没。同月21日、特旨を以て位記を追賜され、死没日付で正四位に叙された。